# Andok
Ne doit pas être confondu avec Andock.
Andok est un village de l'arrondissement (commune) d'Akono, département de la Méfou-et-Akono dans la région du Centre au Cameroun. 

## Population et société
En 1965, la population d'Andok était de 291 habitants, principalement des Ewondo. Lors du recensement de 2005, 114 habitants y ont été dénombrés.